# Хаон
Хаон (др.-греч. Χάων) — в древнегреческой мифологии троянец, чьим именем Гелен, став царём, назвал область в Эпире Хаонию.
Согласно вариантам мифов, Хаон — брат или друг Гелена, который был либо случайно убит им на охоте, либо пожертвовал собой по мольбе товарищей при чуме или морской буре.